# Varennes-lès-Mâcon
Varennes-lès-Mâcon ist eine französische Gemeinde im Département Saône-et-Loire in der Region Bourgogne-Franche-Comté (vor 2016 Bourgogne). Sie gehört zum Arrondissement Mâcon und zum Kanton Mâcon-2 (bis 2015 Mâcon-Sud). Die Gemeinde hat 581 Einwohner (Stand: 1. Januar 2022).

## Geografie
Varennes-lès-Mâcon liegt etwa sechs Kilometer südsüdwestlich vom Stadtzentrum von Mâcon an der Saône. Umgeben wird Varennes-lès-Mâcon von den Nachbargemeinden Mâcon im Norden, Grièges im Osten, Cormoranche-sur-Saône im Südosten, Crêches-sur-Saône im Süden, Chaintré im Südwesten sowie Vinzelles im Westen.
Durch die Gemeinde führt die Autoroute A406.

## Bevölkerungsentwicklung
| Jahr                      | 1962 | 1968 | 1975 | 1982 | 1990 | 1999 | 2006 | 2011 | 2016 |
| Einwohner                 | 378  | 437  | 429  | 455  | 438  | 480  | 518  | 555  | 539  |
| Quelle: Cassini und INSEE |      |      |      |      |      |      |      |      |      |

## Sehenswürdigkeiten
- Kirche Saint-Marcel aus dem 11. Jahrhundert
- Schloss Varennes aus dem 16. Jahrhundert
- Schloss Beaulieu, seit 1992 Monument historique

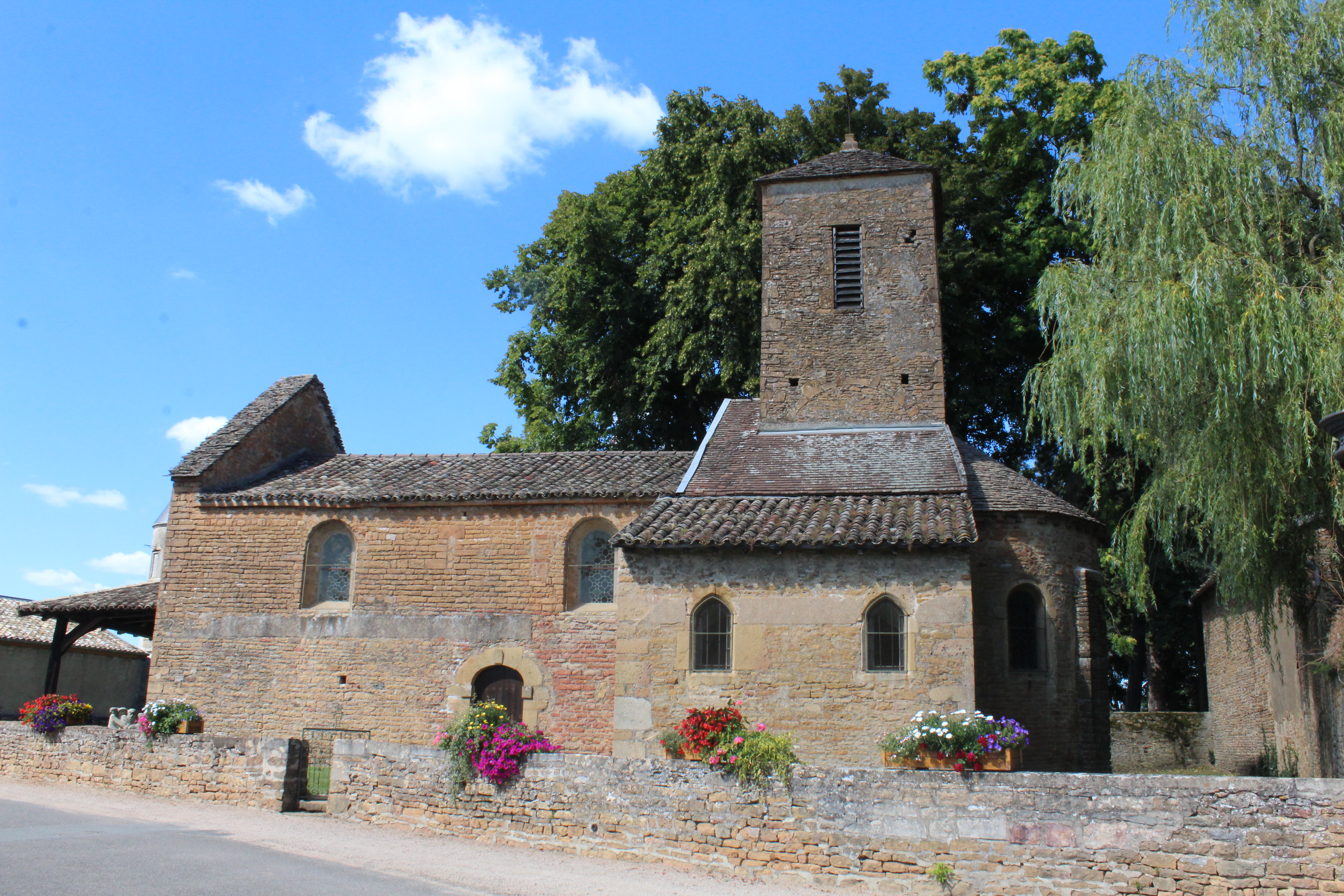
Kirche Saint-Marcel
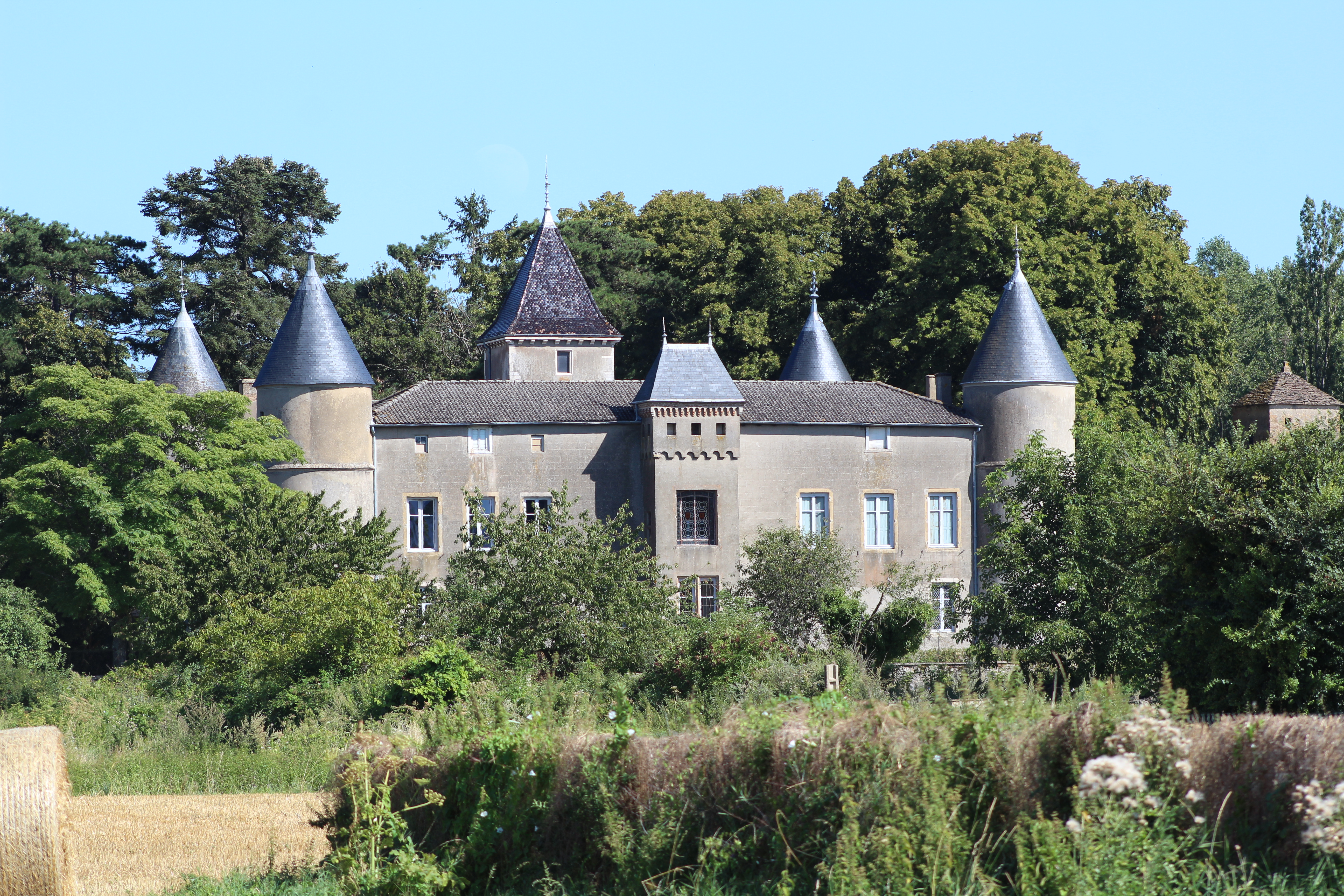
Schloss Varennes
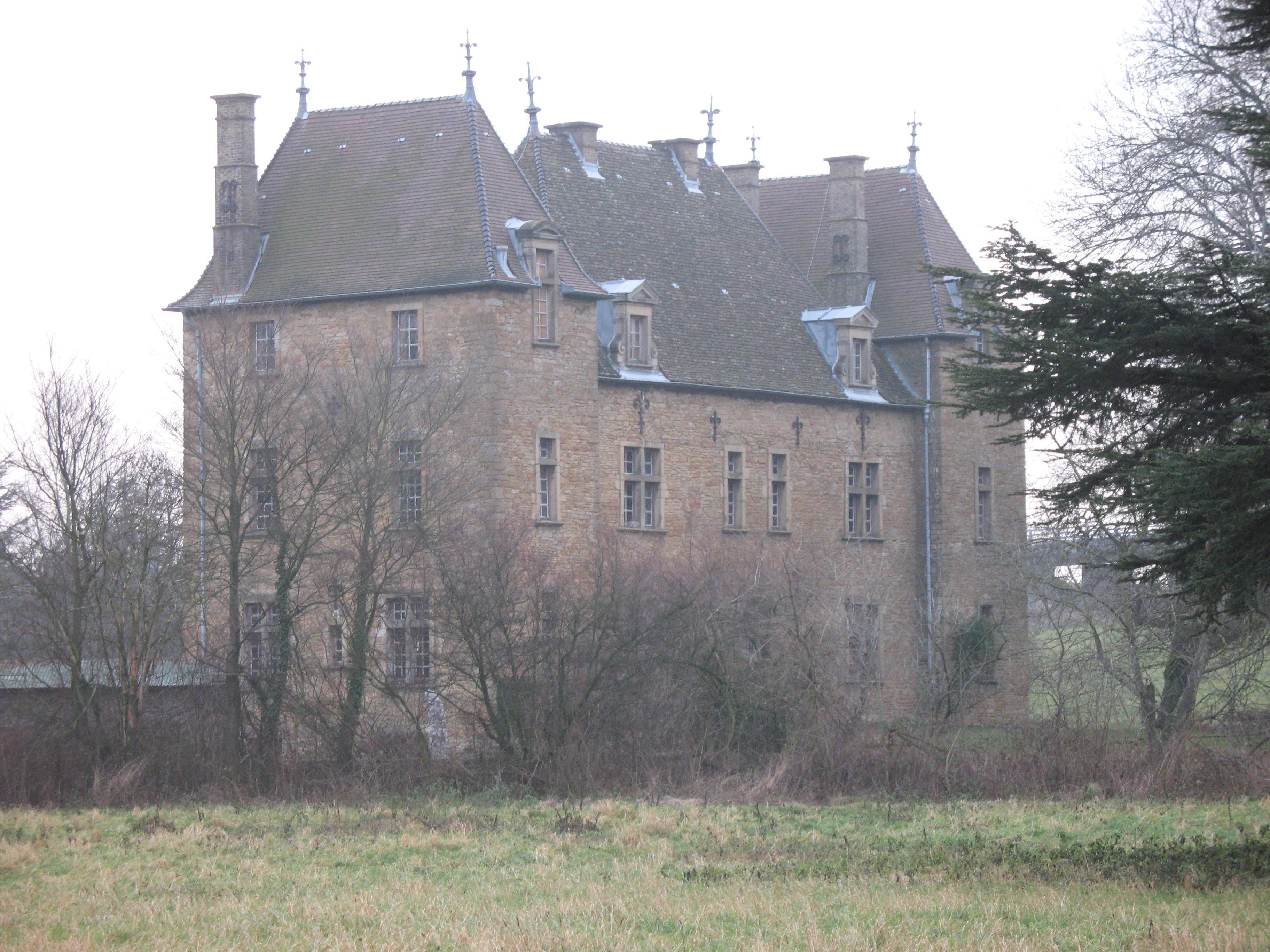
Schloss Beaulieu

## Persönlichkeiten
- Fernand Dubief (1850–1916), Politiker